# Cubagua
Cubagua és una illa del Mar Carib, al nord-est de Veneçuela. Amb una superfície de 24 km² és part integrant del municipi Tubores de l'estat Nueva Esparta. Aquest estat, a més de Cubagua, està conformat també per les illes de Margarita i Coche.

## Història

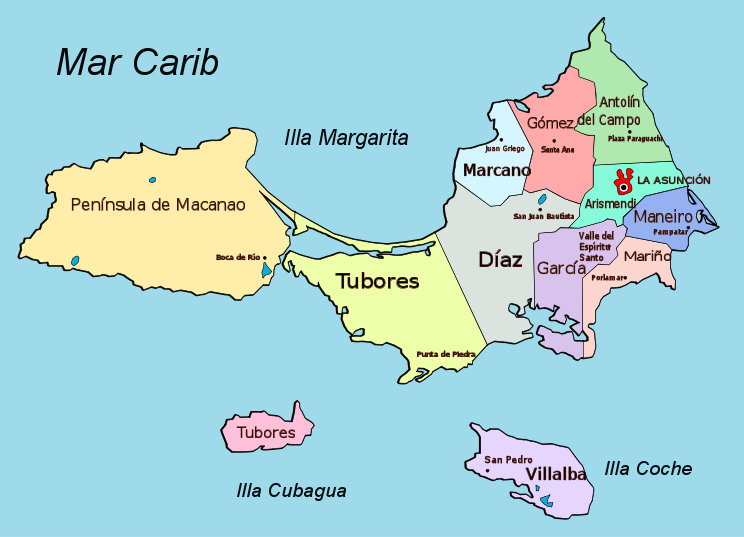
Divisió política territorial de Nueva Esparta

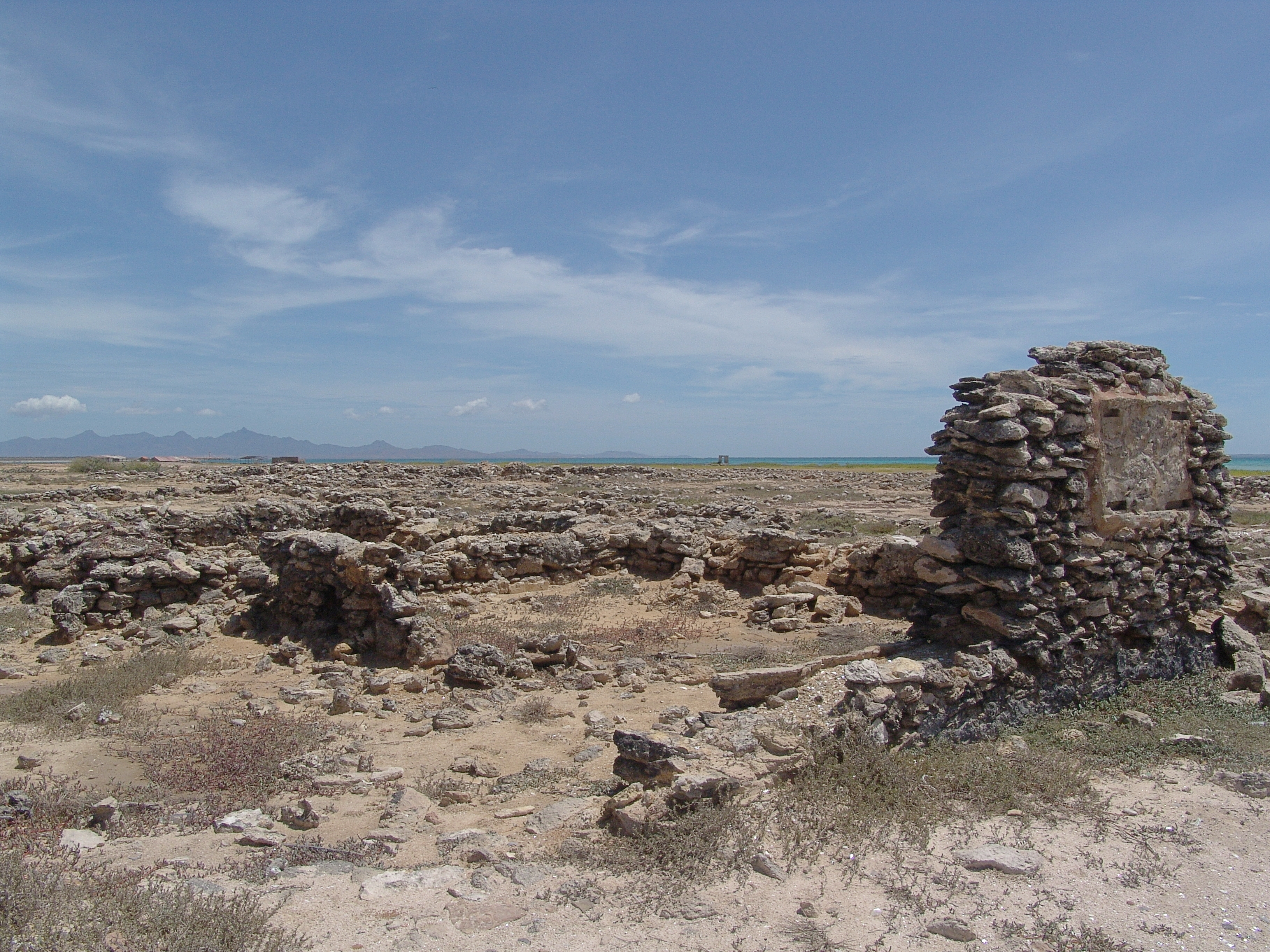
Ruïnes a Cubagua

Cristòfor Colom va descobrir l'illa de Cubagua el 14 d'agost de 1498 durant el seu Tercer viatge quan navegant cap a occident per la costa septentrional de la península de Paria va ensopegar amb aquesta illa a la qual va anomenar "Terra de Gràcia" (avui Veneçuela), malgrat que no hi va desembarcar. Poc després del seu descobriment, altres navegants europeus van confirmar l'existència de rics jaciments de perles, aquesta explotació va donar origen al primer establiment espanyol a Veneçuela. Segons Fra Bartolomé de las Casas, l'any 1500, ja hi havia a Cubagua 50 aventurers instal·lats que buscaven amb afany les preuades gemmes de nacre que usaven els nadius en el seu ornament personal. Aquest assentament per a l'explotació d'aquestes riqueses perlíferes ja constava d'un cabildo i regidors pel 1510. Fins a l'any de 1517 la població vivia en tendes i barraques.
Al principi fallaren tots els intents oficials d'aconseguir la colonització de Cubagua, el problema d'abastament d'aigua era primordial i s'arribà a la conclusió que l'establiment d'una vila en Cubagua no podia fructificar sense la prèvia construcció d'una fortalesa a la desembocadura del riu de Cumaná, el qual era el que subministrava l'aigua dolça.
Segons Gonzalo Fernández de Oviedo y Valdés, l'establiment de Cubagua data de l'any 1517. A principis de 1523 es va construir la fortalesa de Cumaná i Cubagua és ràpidament organitzada i sorgeix un auge extraordinari per l'explotació de les perles. L'any 1526 el poblat va ser elevat a la categoria de vila amb la denominació de "Vila de Santiago de Cubagua". El 13 de setembre de 1528 se li atorga el rang de ciutat, es dota d'escut d'armes, es dicten les primeres ordenances que concedeixen a la ciutat autonomia política i se li canvia el nom pel de "Nova Cadis ". Mitjançant aquestes ordenances, la ciutat de Nova Cadis, avui reconeguda com la primera ciutat de Veneçuela, no depenia de La Hispaniola i podia comerciar directament amb Espanya. Això contribueix al fet que els pobladors de Nova Cadis incrementin la seva activitat, substitueixen les barraques per cases de pedra, material portat des d'Araya i augmenta el nombre d'habitants.
Tot i que es pensa que la causa de l'abandonament de l'illa va ser un tsunami l'any 1541, l'historiador neoespartà Ángel Félix Gómez i d'altres cronistes de Margarita defensaven la tesi que tal tsunami va ser en realitat una forta tempesta que va ocasionar danys en les ja gairebé abandonades cases de l'illa. Segons aquests historiadors, els pobladors van començar a marxar progressivament de Cubagua arran la davallada de la producció de perles a partir del 1530 i, cap al 1538, comptaven amb el permís oficial de la corona espanyola per a emigrar cap a altres indrets.
La versió més factible sobre la seva despoblació definitiva es vincula amb un atac pirata l'any 1543.